# スーク海浜幕張
スーク海浜幕張（スークかいひんまくはり）は、千葉県千葉市美浜区の幕張新都心にある複合商業施設である。海浜幕張駅北口駅前に立地している。

## 概要
2008年（平成20年）1月、幕張新都心の海浜幕張駅北口に竣工し、発注者は海浜幕張ディベロップメント合同会社、設計は柳建築設計事務所・浦島マコト建築総合研究所、構造設計および施工は東亜建設工業が行った。用途は飲食店・遊技場・物販・インターネットカフェ・駐車場のマルチテナント型商業施設、構造は鉄骨構造、階数は地上9階建てである。
2013年（平成25年）2月1日にリニューアルオープンし、リニューアルオープンイベントには千葉ロッテマリーンズのマスコットであるマーくん・リーンちゃん・ズーちゃん・クールが参加した。同年11月29日、不動産投資顧問会社のラサール・インベストメント・マネージメント・インクがスーク海浜幕張を取得した。概ね安定的な売上高と賃料水準を維持しており、物件が立地する幕張新都心エリアは今後も新規商業施設や住宅開発が予定されているため、将来の発展性が見込めると判断したとされる。

### 施設名の由来
sú:k（スーク）が正式表記とされている。スーク（souq）という言葉は、紀元前から使われるとされるアラビア語で市場を意味し、すべてのものが売買・交換される場所に因んでおり、個性あふれるショップが立ち並び人々の商売に関わるやり取りがあふれる場所との思いを込めている。

## 歴史
- 2008年（平成20年）
  - 1月 - スーク海浜幕張を竣工。
  - 3月 - 開業。
- 2013年（平成25年）
  - 2月1日 - リニューアルオープン。
  - 11月29日 - ラサール・インベストメント・マネージメント・インクがスーク海浜幕張を取得。

## 主なテナント
以下、店舗数（2013年1月時点）。
- 店舗数：33店舗
- 飲食店：24店舗
- アミューズメント：3店舗
- サービス：6店舗

## 周辺施設
海浜幕張駅（北口）周辺の商業施設
- ペリエ海浜幕張（駅ビル）
- aune幕張
- メッセ・アミューズ・モール
- イオン海浜幕張店
- ルームデコ幕張新都心店など

## アクセス

### 公共交通機関
- JR東日本 海浜幕張駅 北口 徒歩約1分

### 自動車
- 最寄りのインターチェンジ
  - 東関東自動車道 湾岸千葉インターチェンジ
- 駐車場
  - 288台（有料）